# Alberto Gómez Fernández
Alberto Gómez Fernández (Madrid, España, 27 de diciembre de 1980), conocido como Nagore, es un exfutbolista español. Como jugador se desempeñaba en la posición de lateral derecho. 

## Trayectoria
Destaca su etapa en el Alcorcón, del cual es uno de los jugadores con más partidos disputados para el conjunto alfarero. Su último equipo fue la Sociedad Deportiva Huesca.

## Clubes
| Club                        | País   | Año       |
| --------------------------- | ------ | --------- |
| Rayo Vallecano "B"          | España | 1999-2000 |
| A. D. Torrejón C. F.        | España | 2000-2001 |
| C. F. Gimnástico de Alcázar | España | 2001-2002 |
| C. D. Logroñés              | España | 2002-2003 |
| C. D. Toledo                | España | 2003-2004 |
| Atlético de Pinto           | España | 2004      |
| C. D. Azkoyen               | España | 2004-2005 |
| Alicante C. F.              | España | 2005-2007 |
| Girona F. C.                | España | 2007-2008 |
| Lorca Deportiva C. F.       | España | 2008-2009 |
| A. D. Alcorcón              | España | 2009-2013 |
| Levante U. D.               | España | 2014      |
| A. D. Alcorcón              | España | 2014-2015 |
| S. D. Huesca                | España | 2016-2018 |